# ديون سيمون
ديون سيمون (بالإنجليزية: Deon Simon)‏ هو لاعب كرة قدم أمريكية أمريكي، ولد في 6 يوليو 1990 في أتلانتا في الولايات المتحدة.

## وصلات خارجية
- ديون سيمون على موقع مرجع كرة القدم المحترفة.كوم (الإنجليزية)